# Kerguelenica petrescui
Kerguelenica petrescui is een zeekommasoort uit de familie van de Pseudocumatidae. De wetenschappelijke naam van de soort is voor het eerst geldig gepubliceerd in 2008 door Gerken & McCarthy.